# Communauté de communes de Save et Garonne

Carte d'une partie des différents groupements de communes de l’unité urbaine de Toulouse

La communauté de communes de Save et Garonne est une ancienne communauté de communes française de la Haute-Garonne.
La collectivité est située à mi-chemin entre Toulouse et Montauban, mais également entre Auch et Albi. Située au nord de la Haute-Garonne, la Communauté de Communes Save et Garonne est située idéalement sur les plans économique et logistique.

## Historique
La CCSG est née en janvier 2003 de la fusion de deux structures existantes : le SIVOM, syndicat de collecte des déchets et de Proxima, syndicat à vocation économique.
Le 1er janvier 2017, la communauté de communes de Save et Garonne intègre la communauté de communes Save Garonne Coteaux de Cadours.

## Communes adhérentes
| Nom                 | Code Insee | Gentilé         | Superficie (km2) | Population (dernière pop. légale) | Densité (hab./km2) |
| ------------------- | ---------- | --------------- | ---------------- | --------------------------------- | ------------------ |
| Grenade (siège)     | 31232      | Grenadains      | 37,01            | 8 557 (2014)                      | 231                |
| Bretx               | 31089      | Bretzois        | 8,41             | 617 (2014)                        | 73                 |
| Le Burgaud          | 31093      | Burgaudains     | 24,18            | 915 (2014)                        | 38                 |
| Daux                | 31160      | Dauxéens        | 16,88            | 2 245 (2014)                      | 133                |
| Larra               | 31592      | Larrassiens     | 16,36            | 1 701 (2014)                      | 104                |
| Launac              | 31281      | Launacais       | 22,32            | 1 396 (2014)                      | 63                 |
| Menville            | 31338      | Menvillois      | 5,07             | 707 (2014)                        | 139                |
| Merville            | 31341      | Mervillois      | 30,68            | 5 112 (2014)                      | 167                |
| Montaigut-sur-Save  | 31356      | Montaigutois    | 12,65            | 1 603 (2014)                      | 127                |
| Ondes               | 31403      | Ondains         | 6,57             | 701 (2014)                        | 107                |
| Saint-Cézert        | 31473      | Saint-Cézeriens | 8,94             | 426 (2014)                        | 48                 |
| Saint-Paul-sur-Save | 31507      | Saint-Paulains  | 5,07             | 1 471 (2014)                      | 290                |
| Thil                | 31553      | Thilois         | 23,68            | 1 175 (2014)                      | 50                 |

## Missions
La Communauté de Communes Save et Garonne est un Établissement Public de Coopération Intercommunale (EPCI) qui a pour mission :
- de mettre en commun des moyens humains et matériels pour réaliser des économies d’échelle et améliorer les services à la population (voirie, petite enfance, collecte des déchets…)
- de se projeter et d’étudier les besoins à long terme de la population dans une démarche de développement durable (agenda 21, schéma de cohérence territoriale)
- d’offrir des conditions propices à la création d’activités économiques sur le territoire (zones d’activités économiques, opération de modernisation du commerce et de l’artisanat)

Les ressources de l'EPCI sont constituées :
- de la Cotisation Économique Territoriale (Cotisation Foncière Économique et Cotisation sur la Valeur Ajoutée), d’une partie de la taxe d’habitation, de l’Imposition Forfaitaire sur les Entreprises de Réseaux (IFER) et de diverses dotations de compensation versées par l'État,
- de la taxe d'enlèvement des ordures ménagères
- d'une dotation globale de fonctionnement consentie par l'État.

## Démographie
| 1968  | 1975   | 1982   | 1990   | 1999   | 2009   | 2011   | 2012   | 2013   |
| ----- | ------ | ------ | ------ | ------ | ------ | ------ | ------ | ------ |
| 9 008 | 10 228 | 12 497 | 14 429 | 16 954 | 23 684 | 25 008 | 25 514 | 26 089 |

| 2014   | - | - | - | - | - | - | - | - |
| ------ | - | - | - | - | - | - | - | - |
| 26 625 | - | - | - | - | - | - | - | - |

## Administration
| Période | Période          | Identité           | Étiquette | Qualité                                     |
| ------- | ---------------- | ------------------ | --------- | ------------------------------------------- |
| 2014    | 31 décembre 2016 | Jean Boissières    | SE        | Maire de Saint-Paul-sur-Save                |
| 2012    | 2014             | Jean Boissières    | SE        | Conseiller municipal de Saint-Paul-sur-Save |
| 2008    | 2012             | Remy André         | PRG       | Maire de Grenade                            |
| 2002    | 2008             | Jean-Jacques Apine | PS        | Maire de Grenade                            |

Le Conseil communautaire est composé de 41 Élus.

## Compétences obligatoires

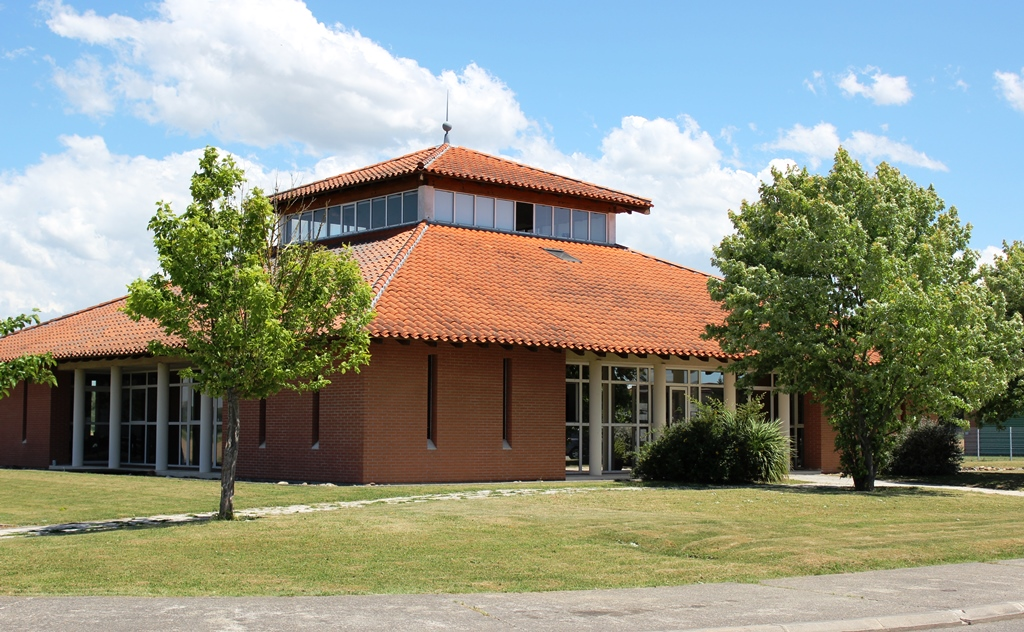
Services administratifs de la Communauté de communes Save et Garonne

### Développement économique
- zones d’activité économique (gestion et création de Zones d’Aménagement Concerté d’intérêt communautaire : zones économiques existantes Proxima, Grenade Sud, Larcenne sur St Paul sur Save, Dix Arpents et Fournery à Ondes, Patte d’Oie et Ecopole à Merville).
- actions de développement économique de type Opération de Modernisation du Commerce et de l’Artisanat (OMPCA)
- agriculture : renforcement de la filière maraîchage (circuits courts, préservation de la Surface Agricole Utile), projet labellisé « Pôle d’Excellence Rurale » par le Ministère de l’Agriculture.
- coordination de la politique de l’emploi en lien avec les autres partenaires et institutions

### Aménagement de l’espace
- accompagnement au développement du territoire de façon cohérente et durable (implication au sein du SCOT Nord Toulousain)
- service commun à toutes les communes, d’instruction des autorisations d’urbanisme
- mobilité et transports : Transport à la Demande, pistes cyclables.

## Compétences optionnelles

### Protection et mise en valeur de l’environnement
- collecte, traitement, élimination des déchets ménagers (adhésion au syndicat DECOSET pour la partie « traitement »)
- gestion des cours d’eau (adhésion au syndicat mixte de la Save Aval et de ses affluents).
- actions de sensibilisation en matière de biodiversité et de protection des milieux naturels (partenariat avec le Ramier de Bigorre, la forêt de Bouconne, la ferme de la Bouzigue…)
- actions de sensibilisation sur la maîtrise de la demande énergétique.

### Politique du logement et du cadre de vie
Aide à l’amélioration de l’habitat, déclinaison du SCOT au niveau local.

### Aménagement et entretien des voiries communales
- Voirie et ses dépendances (trottoirs, aménagements cyclables inscrits au schéma de déplacements doux, parkings, accotements, talus, fossés, ouvrages de collecte des eaux pluviales qui ont un lien fonctionnel avec la voie, signalisation verticale, horizontale, équipements de sécurité, ouvrages d’art).

### Équipements culturels et sportifs d’intérêt communautaire
Adhésion à la Base de Loisirs du Syndicat Mixte de la Forêt de Bouconne.

## Compétences facultatives

### Schéma communautaire de développement touristique
Accueil et information touristique (partenariat avec l’Office de Tourisme ), sentiers de randonnées.

### Développement du milieu associatif
Soutien accordé :
- aux projets culturels : projets novateurs et/ou uniques sur le territoire avec des activités éclatées sur au moins deux communes membres.
- pour projets sportifs : projets organisés par au moins, deux associations appartenant à au moins deux communes membres différentes.

### Action sociale d’intérêt communautaire
- Politique d’accueil des enfants d’âge pré-maternel (Relais Assistant(e)s Maternel(le)s, crèches, halte-garderie)

## Transports
- La communauté de communes Save et Garonne est entièrement desservie par le réseau de transports interurbains du Conseil général de Haute-Garonne, appelé Réseau Arc-en-ciel de Haute-Garonne. Ainsi, des lignes départementales lient des villages entre eux, et d'autres lignes font la connexion entre Toulouse et un village ou une ville de la communauté de communes Save et Garonne.
- Un service intercommunal de Transport à la Demande (TAD) dessert les communes du territoire vers Grenade.
- La gare SNCF la plus proche est la gare de Castelnau-d'Estrétefonds. Elle est desservie par des TGV, par des corails et par des TER. Cette gare est placée sur l'axe Toulouse-Paris. Une navette a été mise en place par le conseil général, la navette 729.
- L'aéroport de Toulouse-Blagnac est situé à 20 km de Grenade.